# Ždralovke
Ždralovke (lat. Gruiformes) su red iz razreda ptica s više od 20 porodica od kojih su neke poznate samo kao fosili. 
To su od malenih do velikih ptica, veličinom vrlo različite ptice. Hodaju, trče ili plivaju. Osim toga, sve su potrkušci, što znači da dolaze na svijet s potpuno razvijenim osjetilima, i čim se osuše nakon valjenja, kreću za roditeljima i jedu samostalno.
Od svih porodica navedenih u taksokviru, danas žive još:
- Čapljolika (Aramidae)
- Karijame (Cariamidae)
- Sunčanice (Eurypygidae)
- Ždralovi (Gruidae)
- Heliornithidae
- Mesiti (Mesithornithidae)
- Potrci (Otididae)
- Psophiidae
- Kokošice (Rallidae)
- Kagu (Rhynochetidae)

## Ostali projekti
|  | Wikivrste imaju podatke o taksonu Gruiformes |